# National Rugby League 1930
La New South Wales Rugby Football League de 1930 fue la vigésimo tercera temporada del torneo de rugby league más importante de Australia.

## Formato
Los clubes se enfrentaron en una fase regular de todos con todos, los primeros cuatro clasificados disputaron las semifinales por el título.
Se otorgaron 2 puntos por el triunfo, 1 por el empate y ninguno por la derrota.

## Desarrollo

### Tabla de posiciones
| Pos. | Equipo            | Encuentros | Encuentros | Encuentros | Encuentros | Tantos | Tantos | Tantos | Puntos |
| Pos. | Equipo            | PJ         | PG         | PE         | PP         | F      | C      | Dif    | Puntos |
| ---- | ----------------- | ---------- | ---------- | ---------- | ---------- | ------ | ------ | ------ | ------ |
| 1    | Western Suburbs   | 14         | 12         | 0          | 2          | 237    | 130    | +107   | 24     |
| 2    | Eastern Suburbs   | 14         | 11         | 0          | 3          | 316    | 178    | +138   | 22     |
| 3    | South Sydney      | 14         | 9          | 0          | 5          | 234    | 174    | +60    | 18     |
| 4    | St. George        | 14         | 6          | 2          | 6          | 161    | 151    | +10    | 14     |
| 5    | Newtown           | 14         | 6          | 1          | 7          | 194    | 176    | +18    | 13     |
| 6    | Balmain           | 14         | 5          | 2          | 7          | 214    | 218    | -4     | 12     |
| 7    | North Sydney      | 14         | 2          | 1          | 11         | 164    | 289    | -125   | 5      |
| 8    | Sydney University | 14         | 2          | 0          | 12         | 117    | 321    | -204   | 4      |

|  | Semifinalistas. |

#### Semifinales
| 20 de septiembre | Eastern Suburbs | 10 - 11 | St. George |  |  |

| 20 de septiembre | Western Suburbs | 9 - 5 | South Sydney |  |  |

#### Final
| 4 de octubre | Western Suburbs | 27 - 2 | St. George |  |  |

| Bandera de Australia    |
| Campeón Western Suburbs |
| Primer título           |